# Spadefodstudser
Spadefodstudser (Scaphiopodidae) er en familie af gravende, tudselignende springpadder. Der kendes to slægter med tilsammen syv arter, som er udbredt fra det sydlige Canada i nord til det centrale Mexico i syd.
Spadefodstudser har en form, der er typisk for de fleste gravende frøer. De er runde, har korte ben og udstående øjne. Som navnet antyder, har de hårde, forhornede fremspring på fødderne, som hjælper dem med at grave. Som de fleste gravende frøer graver de sig baglæns ned i jorden. De adskiller sig fra tudser ved at have lodrette pupiller og ikke have parotoidkirtler.
Spadefodstudser lever på land, når de ikke er under jorden. De har matte farver, som regel grå eller mat grøn eller brun, der hjælper dem med at camouflere sig i deres tørre levesteder.

## Taksonomi
Spadefodstudser var tidligere inkluderet i familien Pelobatidae (løgfrøer), men de to amerikanske slægter blev udskilt til familien Scaphiopodidae, hvorefte Pelobatidae var begrænset til de europæiske løgfrøer i slægten Pelobates.
Scaphiopodidae indeholder to slægter, begge i Nordamerika:
- Scaphiopus (Holbrook, 1836)
- Spea (Cope, 1866)

Fossile beviser tyder på, at familien engang havde en meget større udbredelse, som i det mindste nåede det østlige Asien. Den uddøde slægt †Prospea er det tidligst kendte medlem af familien, og kendes kun fra paleocænee sedimenter i Mongoliet.

## Udseende
Det er mellemstore, 5-8 cm lange frøer med forholdsvis korte, kraftige lemmer og store øjne med lodrette pupiller. På bagfødderne har de en veludviklet, forhornet fodrodsknude, som de bruger til at grave med. Spadefodstudsens hud er grå eller brun af udseende og glat at røre ved.

## Levested og miljø
Spadefodstudser tilbringer dagen nedgravet, men kommer frem om natten i fugtigt vejr for at æde og formere sig. Mange arter findes i tørre områder, hvor nedbøren er sæsonpræget. I de ofte langvarige tørre perioder forbliver spadefodstudserne nedgravet og kommer først frem, når vejret igen bliver fugtigt.
Arter af spadefodstudser findes forskellige steder i Nordamerika. Scaphiopus holbrookii er den eneste art, der findes øst for Mississippifloden, fra New England til det sydlige Florida. Spea intermontana og Spea bombifrons findes begge i det vestlige Canada og det nordvestlige USA, men S. bombifrons har også spredt sig til Texas og det nordlige Mexico. Scaphiopus couchii, Scaphiopus hurterii og Spea multiplicata er alle spredt over det sydlige og sydvestlige USA, hvor Scaphiopus couchii, Scaphiopus hurterii også når ind i Mexico. Spea hammondii findes i Californien, hovedsageligt i den sydlige del af delstaten og ind i Baja California, Mexico.
Man mener, at spadefodstudser er kommet til Nordamerika fra sydamerikanske lande på grund af et ændret klima. De ankom sandsynligvis til USA som en enkelt art, men delte sig op, da de spredte sig over kontinentet og tilpassede sig deres nye omgivelser. Spadefodstudserne foretrækker sumplignende miljøer, men går kun i vandet for at yngle. De forbliver begravet i jorden det meste af året som en mekanisme til at håndtere skiftende vejr.

## Kost
Spadefodstudser har en unik kost. De voksnes og haletudsernes kost varierer. De voksnes kost består af hvirvelløse dyr. De spiser fluer, fårekyllinger, larver, møl, edderkopper, skolopendre, tusindben, regnorme og snegle. Haletudsernes kost er relateret til deres omgivelser og fødeudbud. I starten efter de er klækkede, spiser de plankton. Efter et par dage bliver de kødædende og spiser dyr. Haletudser tyr nogle gange til kannibalisme for at overleve. Da spadefodstudser yngler på lavt vand, er de under "konstant stress fra udtørrende vand, stigende temperaturer, reduceret fødetæthed, trængsel". Denne stress, eller simpelthen mangel på tilstrækkelig føde, kan øge sandsynligheden for kannibalisme. Hvis de tyr til kannibalisme, kan deres kroppe forvandle sig. De "udvikler større hoveder, skarpe næb, stærkere kæbemuskler og forkortede tarme." Forskere har konkluderet, at dette er et adaptivt træk, fordi det fremskynder haletudsernes vækst ved at give mulighed for et øget kalorieindtag.

## Bevaringsindsats
Scaphiopus holbrookii blev placeret på Pennsylvanias liste over truede arter i 2005, da levende populationer kun blev fundet på to af deres kendte steder. Den er også truet i Ohio, Connecticut og Rhode Island, En forklaring på dens lave bestandsstørrelse kan være, at ynglebassiner og damme "ofte tørrer ud, før haletudserne når at fuldføre metamorfosen" (Naish, 2015)
På IUCN's rødliste for 2020 er Scaphiopus holbrookii opført som næsten truet, mens de 6 øvrige arter er opført som ikke truet.

## Arter
| Navn                  | Beskrivelse | IUCN's rødliste     | Billede |  |
| --------------------- | --- | ------------------- | ------- |  |
| Scaphiopus couchii    | Den findes i de sydvestlige regioner af USA og nogle regioner i Mexico. De er begravet i jorden i 8-10 måneder om året og spiser nok i et måltid til at klare sig et helt år. Haletudserne forvandles til frøer på 7-8 dage.                 | Ikke truet (2020)   |         |  |
| Scaphiopus holbrookii | Den findes langs hele USA's østkyst, fra det sydlige New England til Florida. De findes mest i områder med sumpe og blandede løvtræssumpe. De kan blive op til 5 cm lange.                                                                   | Ikke truet (2020)   |         |  |
| Spea intermontana     | Den findes i et område, der strækker sig fra det syd-centrale British Columbia i Canada til de nordvestlige delstater i USA, såsom Wyoming, Oregon og Californien. De fleste er nataktive, og deres kost omfatter hvirvelløse dyr som myrer. | Ikke truet (2021)   |         |  |
| Scaphiopus hurterii   | Den findes i de sydlige amerikanske delstater Texas, Arkansas, Oklahoma og Louisiana. Den blev engang anset for at være en underart af Scaphiopus holbrookii.                                                                                | Ikke truet (2021)   |         |  |
| Spea multiplicata     | Den findes i Mexico og de amerikanske stater Arizona, New Mexico, Nevada, Utah og Colorado. Den bliver op til 6,5 cm. | Ikke truet (2020)   |         |  |
| Spea bombifrons       | Den findes i de sydlige prærieprovinser i Canada, de centrale stater i USA og de nordlige dele af Mexico. De kan blive op til 5 cm lange. De kan findes i områder med sand eller grus i jorden i nærheden af midlertidige vandområder.       | Ikke truet (2020)   |         |  |
| Spea hammondii        | Den findes kun i Californien i USa og Baja California i Mexico. I modsætning til andre spadefodstudser går den kun i vandet for at yngle. | Næsten truet (2021) |         |  |